# Centro antiveleni di Milano
Il centro antiveleni di Milano è una struttura dell'Ospedale Niguarda Ca' Granda di Milano deputata alla consulenza tossicologica di emergenza. È stato fondato il 26 gennaio 1967 con l'interessamento dell'Organizzazione mondiale della sanità e del Ministero della salute.

## Attività
Il centro antiveleni di Milano fornisce sia ai privati cittadini che agli operatori sanitari, 24 ore su 24, consulenza per realizzare la diagnosi e la terapia nei casi di intossicazione acuta o di avvelenamento di qualunque origine, attraverso un servizio di consulto telefonico urgente e di trattamento diretto dei pazienti del pronto soccorso dell'ospedale Niguarda Ca' Granda.
Il centro risulta essere, per casistica, il primo in Italia ed il terzo in Europa: nel 2011, ha gestito 53.974 chiamate, di cui il 58,7% provenienti da altre regioni. Circa la metà delle chiamate sono effettuate da medici o da altri operatori ospedalieri, mentre altrettante provengono da privati cittadini, dai medici di famiglia o dalle altre strutture sanitarie deputate all'intervento extra-ospedaliero, come il 118.
I casi particolarmente significativi, rari o riguardanti alcune categorie di agenti venefici (funghi, vipere, fitofarmaci, sostanze chimiche industriali in generale) vengono seguiti nella loro evoluzione clinica, valutando l'efficacia del protocollo di trattamento attuato.
Il centro è dotato di uno schedario tossicologico delle sostanze potenzialmente tossiche e si occupa anche dello stoccaggio di antidoti di uso raro o di difficile reperimento, oltre che del loro recapito urgente nazionale; si occupa anche dello sviluppo di programmi educativi, di training sulla corretta gestione delle catastrofi tossicologiche e di segnalazione di eventuali rischi per la salute pubblica.